# Koulfo
Koulfo est une commune rurale située dans le département de Manni de la province de la Gnagna dans la région de l'Est au Burkina Faso.

## Géographie
Koulfo est situé à 17 km à l'Est de Bourgou et de la route nationale 18 ainsi qu'à 22 km à l'Est du chef-lieu du département Manni.

## Économie
L'économie de la commune est liée à l'agriculture et à l'élevage permis par la construction d'un barrage en remblai à des fins d'irrigation.

## Santé et éducation
Koulfo accueille un centre de santé et de promotion sociale (CSPS).